# Irving Baxter
Irving Knot Baxter, conocido como Irv Baxter, (Utica, Estados Unidos 1876 - íd. 1957) fue un atleta estadounidense, que destacó en los Juegos Olímpicos de París 1900 al ganar cinco medallas.
Nació el 25 de marzo de 1876 en la ciudad de Utica, población situada en el estado de Nueva York. Fue hermano del también atleta Hugh Baxter.
Murió en su residencia de Utica el 13 de junio de 1957.

## Biografía

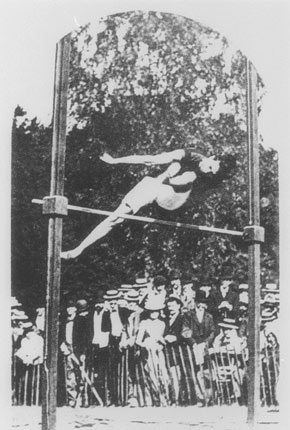
Irving Baxter en los Juegos Olímpicos de 1900.

Participó, a los 24 años, en los Juegos Olímpicos de 1900 realizados en París (Francia), donde consiguió ganar una medalla en todas las pruebas en las que participó: la medalla de oro en la prueba de salto de altura y salto con pértiga, estableciendo sendos récords olímpicos con saltos de 3.30 metros y 1.90 metros., y la medalla de plata en las pruebas de salto de altura, salto de longitud y triple salto, estando justo por detrás del su compatriota Raymond Clarence Ewry.